# Abia Akram
Abia Akram (Urdu: ابیہ اکرم; mascida c. 1985) é uma ativista paquistã pelos direitos das pessoas com deficiências. Ela é a fundadora do Fórum Nacional das Mulheres com Deficiências no Paquistão, e uma figura central do movimento das pessoas com deficiências no país assim como na Ásia e no Pacífico. Ela foi nomeada uma das 100 Mulheres mais influentes do Mundo pela BBC in 2021.

## Biografia
Abia Akram nasceu no Paquistão e cresceu com seus pais e irmãos em Islamabade. Ela nasceu com a forma genética do raquitismo, e por isso usa cadeira de rodas. Ela começou sua educação em um centro educacional para pessoas com deficiência, antes de começar a frequentar uma escola regular, na qual se formou com as mais altas honras. O tempo na escola regular a fez perceber a falta de conhecimento dos professores e a importância da formação sistemática dos professores. Em 1997, ela envolveu-se em organizações de pessoas com deficiência, e fundou o Fórum Nacional de Mulheres com Deficiência, para trabalhar por uma mudança. Ela se envolveu na Handicap International e fundou a chamada Força-Tarefa para Envelhecimento e Deficiência, que é uma coalizão de doze organizações que trabalham para a integração das preocupações em torno do envelhecimento e da deficiência nas agências humanitárias. Durante as inundações de 2010 no Paquistão, Abia Akram desempenhou um papel central como coordenadora do Grupo de Trabalho sobre Envelhecimento e Deficiência para garantir que a inclusão da deficiência fizesse parte da Resposta de Emergência Humanitária da ONU no país.
Abia Akram é reconhecida como uma figura de destaque no movimento pelos direitos das pessoas com deficiência, tanto no Paquistão como na Ásia e no Pacífico. Ela é a chefe e fundadora do Fórum Nacional de Mulheres com Deficiência no Paquistão. Ela também é membro fundadora e coordenadora do Programa Especial de Intercâmbio de Talentos (STEP) e do Asia Pacific Women with Disabilities United (APWWDU). Além disso, ela é presidente da Parceria Global da UNICEF para Crianças com Deficiência, e Coordenadora de Mulheres da Organização Internacional de Pessoas com Deficiência na região da Ásia-Pacífico. Ela também foi a primeira mulher do Paquistão, bem como a primeira mulher com deficiência, a ser nomeada coordenadora do Fórum de Jovens Deficientes da Commonwealth.

## Estudos
Ela tem Mestrado em Artes em Gênero e Desenvolvimento Internacional pela Universidade de Warwick, na Inglaterra, em 2011. Ela também conduziu trabalhos de pesquisa no Japão.

## Prêmios e reconhecimentos
Ela foi a primeira mulher com deficiência do Paquistão a receber uma bolsa Chevening. Ela foi nomeada uma das 100 mulheres da BBC em 2021.